# Kópháza
Kópháza là một thị trấn thuộc hạt Győr-Moson-Sopron, Hungary. Thị trấn này có diện tích 8,73 km², dân số năm 2010 là 2019 người, mật độ 231 người/km².